# Monday Night Mayhem
Monday Night Mayhem es un telefilme de 2002 acerca de los orígenes de la serie de televisión Monday Night Football. Fue estrenada en Estados Unidos a través del canal TNT. La película está basada en el libro del mismo nombre de 1988 escrito por Marc Gunther y Bill Carter.
El legendario periodista Howard Cosell fue interpretado por John Turturro. Entre el reparto figuran Eli Wallach, John Heard, Nicholas Turturro y Jay Thomas. Los comentaristas Don Meredith y Frank Gifford fueron interpretados por Brad Beyer y Kevin Anderson, respectivamente.
En el mismo año, Jon Voight también interpretó a Howard Cosell en la biopic Ali de Michael Mann. Voight fue nominado a los Premios Óscar como «mejor actor de reparto».